# Leonhard Dientzenhofer

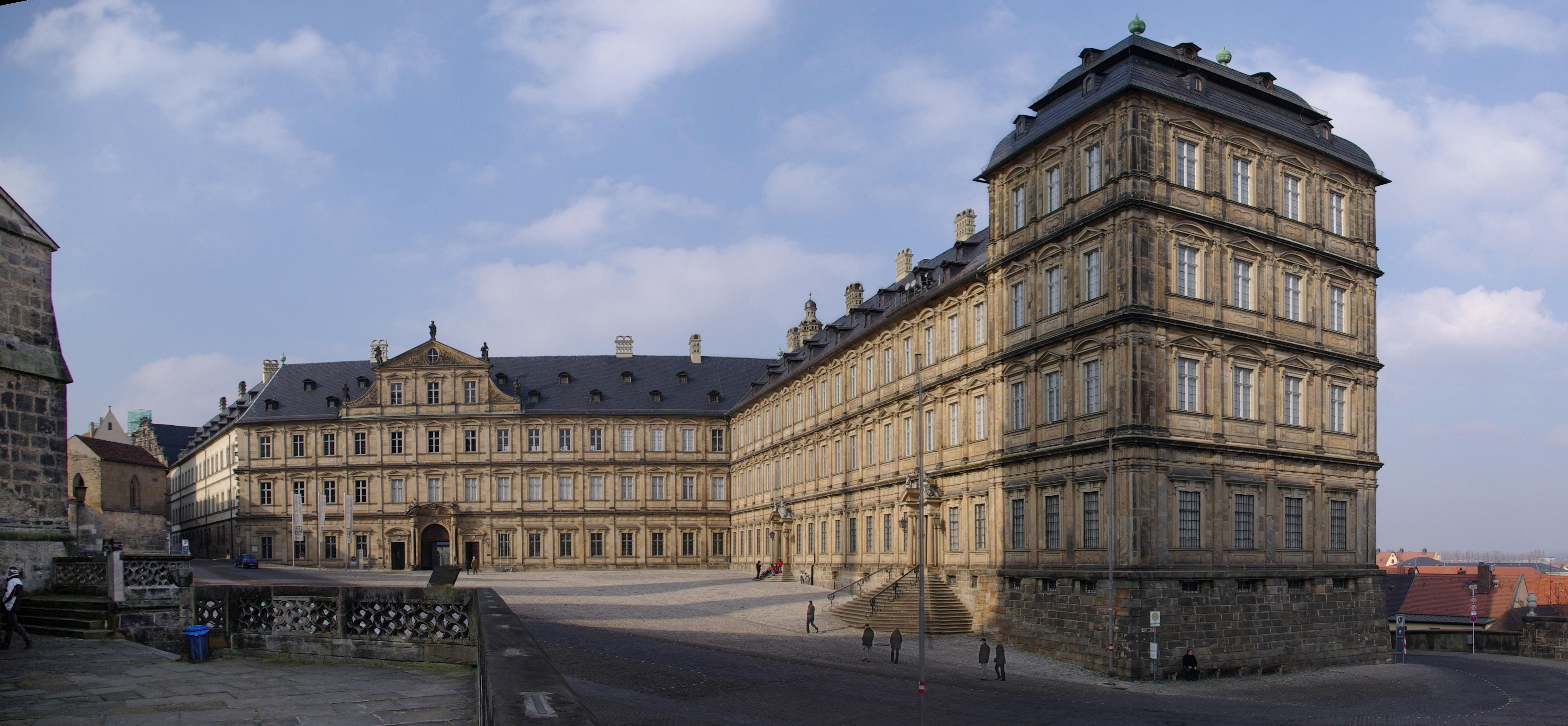
Rezydencja biskupia w Bambergu

Leonhard Dientzenhofer (ur. 20 lutego 1660 w St. Margarethen w Bawarii, zm. 26 listopada 1707 w Bambergu) – niemiecki architekt barokowy.

## Życiorys
Leonhard Dientzenhofer urodził się 20 lutego 1660 roku w St. Margarethen w Bawarii. Ok. 1678 roku przybywał z braćmi w Pradze. Jego bracia Georg (1643–1689), Wolfgang (1648–1706), Christoph (1655–1722) i Johann (1663–1726) również byli architektami. 
Od 1687 roku działał w Bambergu, gdzie w 1690 roku został nadwornym budowniczym księcia-biskupa Lothara Franza von Schönborna (1655–1729). W 1696 roku został budowniczym margrabiego z Bayreuth.
Zmarł 26 listopada 1707 roku w Bambergu.

## Dzieła
Poniższa lista podana jest za Neue Deutsche Biographie:
- 1686 – zabudowania dla klasztoru Ebrach
- 1695–1703 – rezydencja biskupia w Bambergu
- 1696–1702 – klasztor Michelsberg i fasada kościoła przyklasztornego
- 1698–1705 – zabudowania dla klasztoru Banz
- 1700 – klasztor Schönthal an der Jagst
- Zamek Greifenstein[3]